# Basa
|  | No s'ha de confondre amb basa (naips). |

Basa fou una ciutat amb un temple a Núbia, entre el Temple de Massawarat i el Temple de Naga en territori del Sudan. Forma part del grup de temples anomenats del lleó i no està tan ben conservat com Naga. Estava dedicat al deu Apedemak. Si bé l'estil és egipci té influències meroítiques. A les pintures les dones apareixen musculoses i desproporcionades, cosa pròpia de l'art meroític i no de l'egipci.

Es troba a 250 quilòmetres (160 milles) al nord-est de Khartum a Butana, aigües amunt de Wadi Hawa, prop de Meroë i el Nil. A prop de Basa hi ha un temple completament deteriorat que va ser excavat l'any 1907. Va ser construït per Amanikhabale i probablement dedicat a Apedemak, el déu guerrer amb cap de lleó adorat a Núbia pels pobles meroïts. Algunes escultures de lleons caiguts, cadascuna de dues tones de pes, van ser trobades per Francis Llewellyn Griffith. L'any 1970, cinc de les escultures de lleons van ser recuperades i col·locades a l'entrada del Museu Nacional del Sudan, així com dues escultures de granotes de pedra. Griffith també va excavar un rellotge de sol de pedra calcària que data de l'època romana.